# Église Sainte-Claire de Paris
Pour les articles homonymes, voir Église Sainte-Claire.
L'église Sainte-Claire  est une église catholique située au 179 boulevard Sérurier, dans le quartier de la Villette - porte de Pantin, à Paris. Elle a été construite entre 1956 et 1958 par l'architecte André le Donné, élève d'Auguste Perret. Elle est dédiée à sainte Claire d'Assise.
De conception moderne, elle est en béton et juxtapose un cube et une demi-sphère.

## Galerie

Extérieur
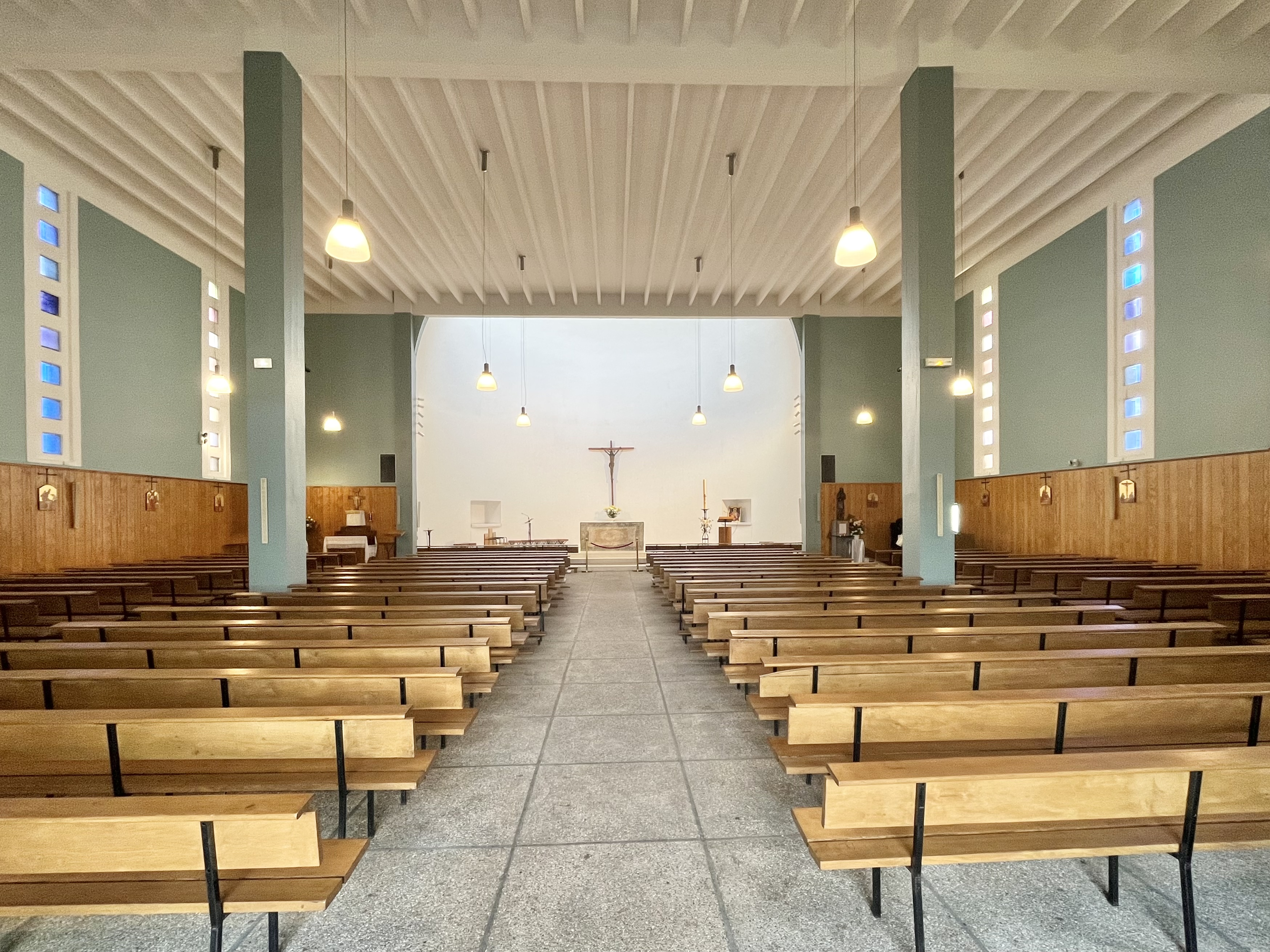
Allée centrale vers le chœur.
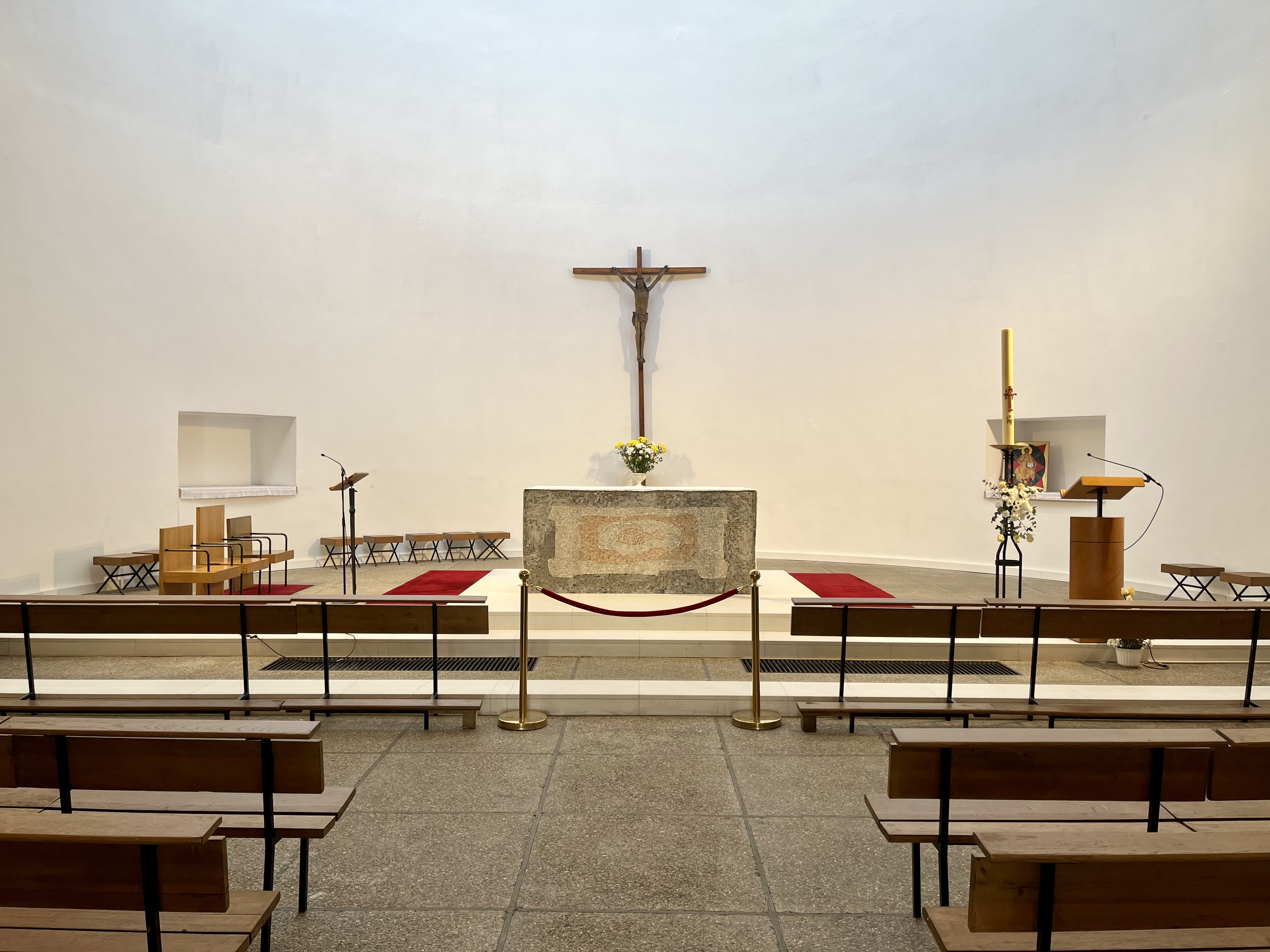
Chœur.
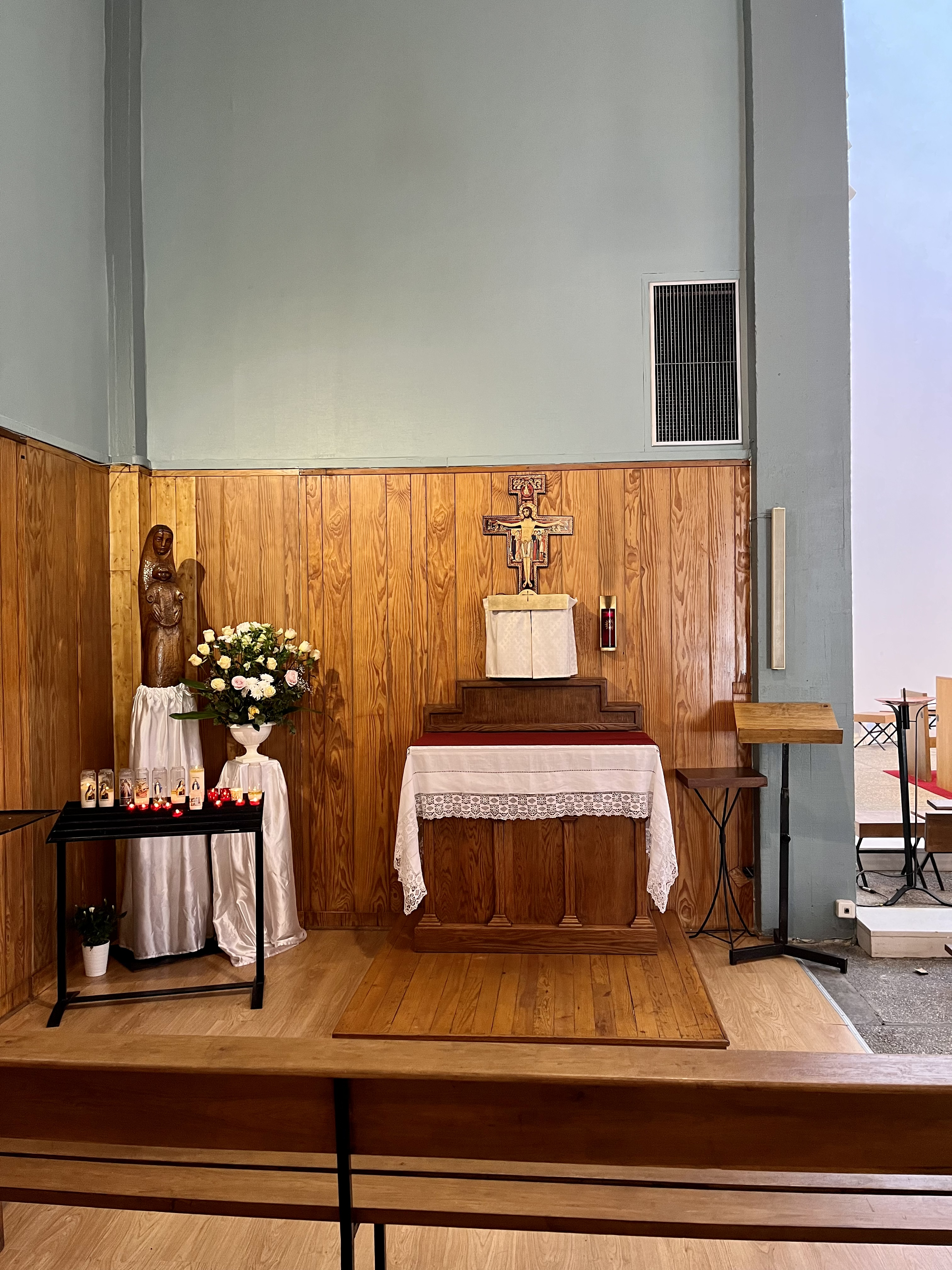
Tabernacle.
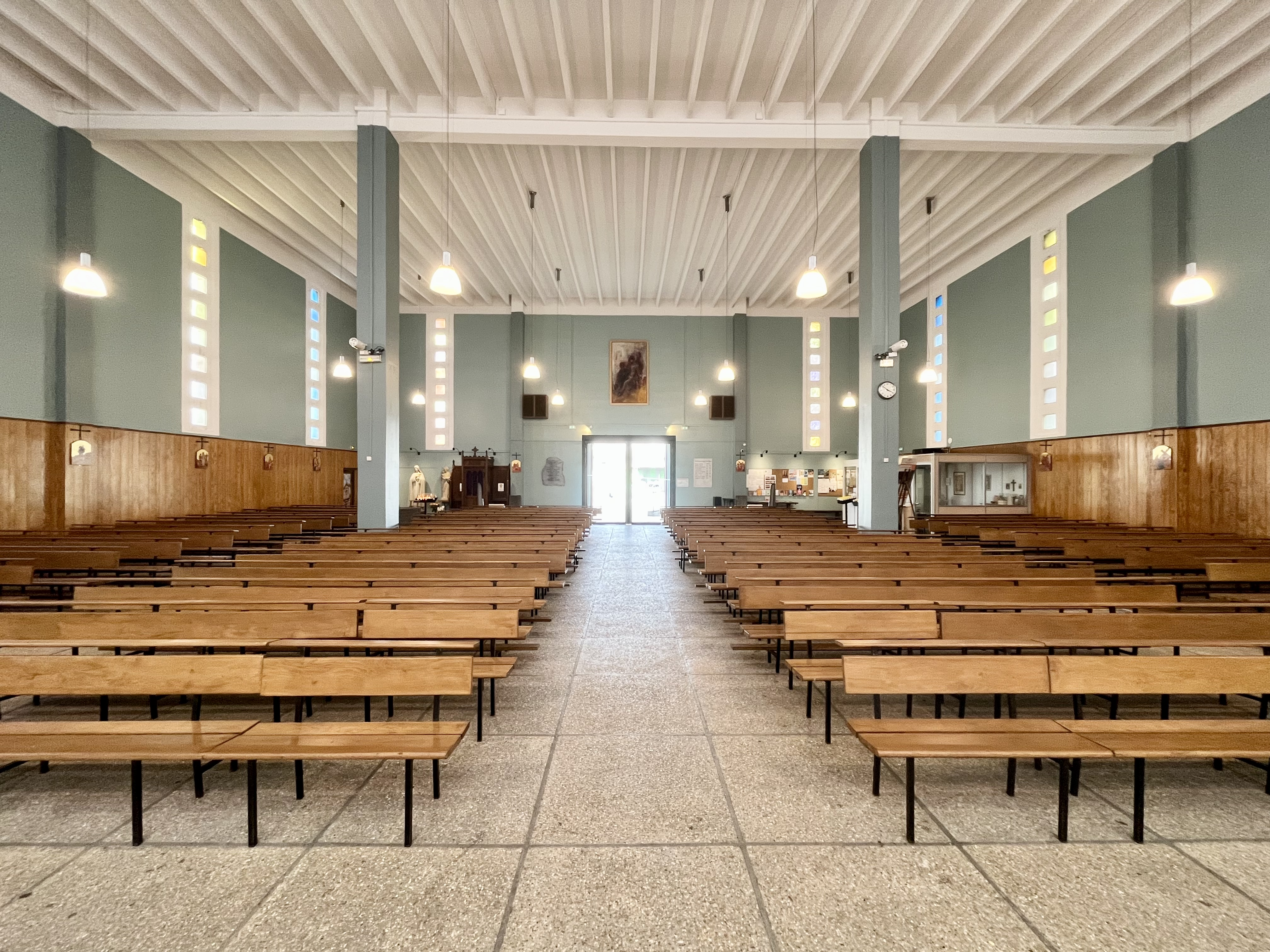
Allée centrale vers l'entrée.
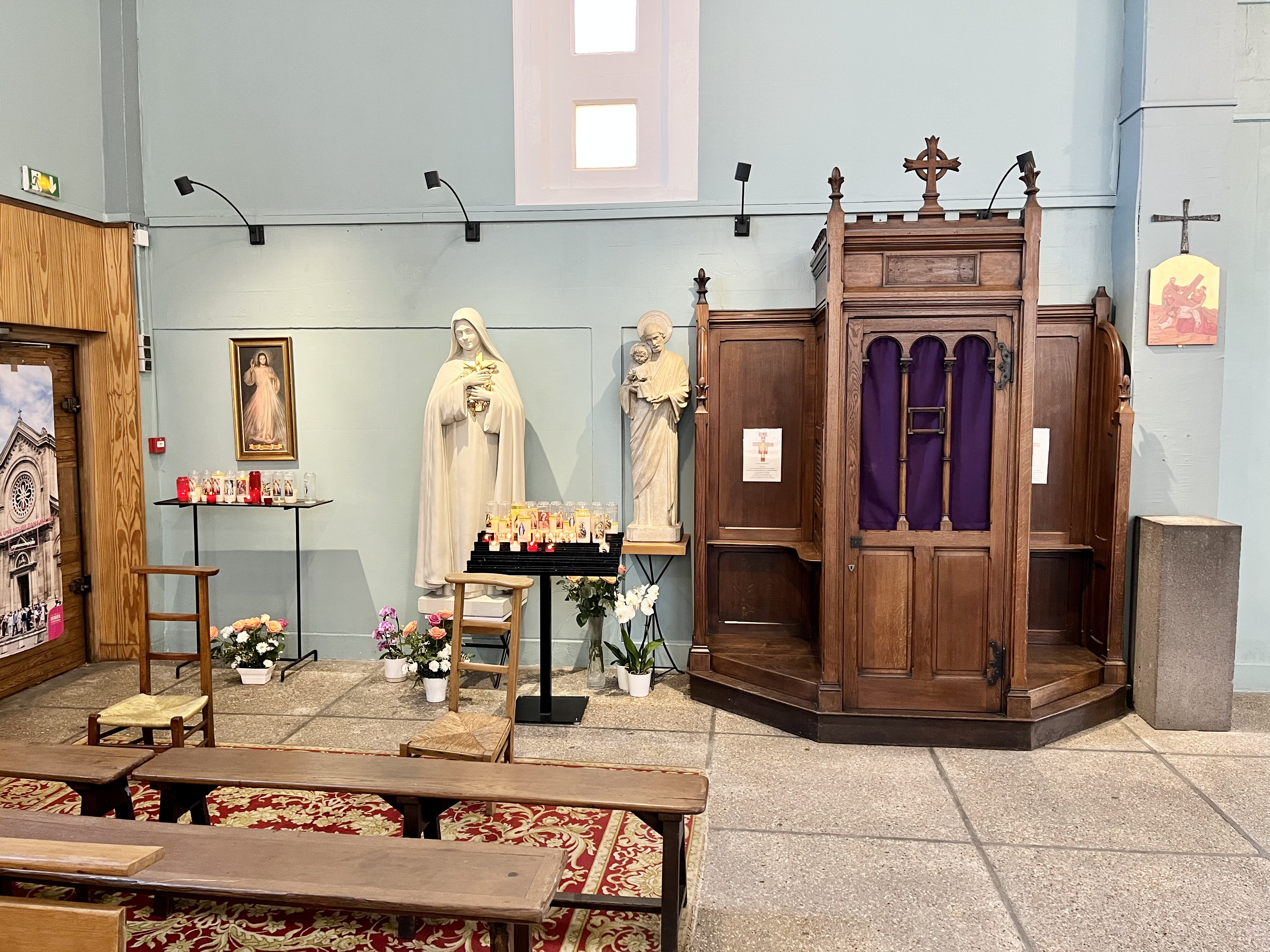
Statues et confessionnal.
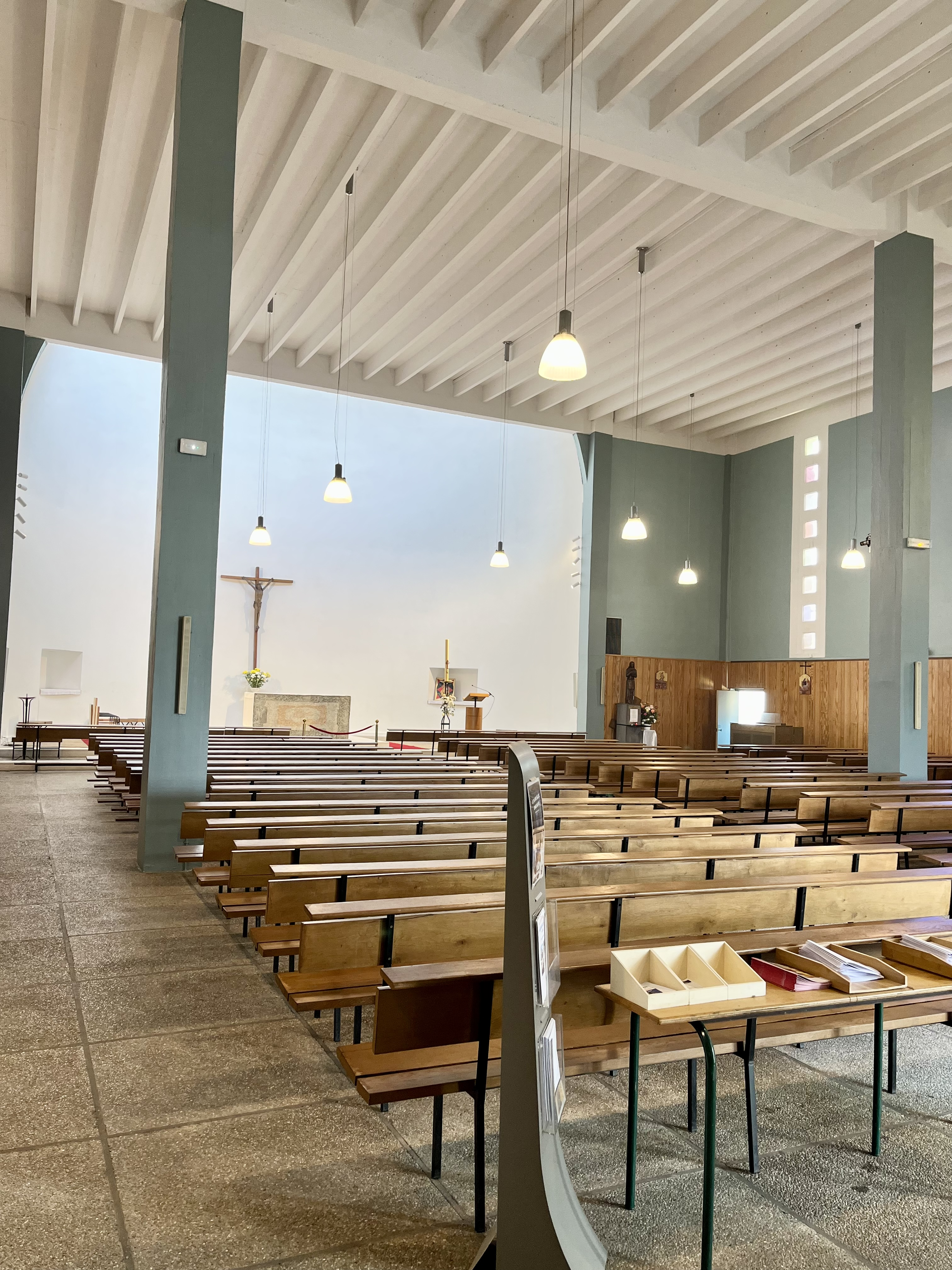
Intérieur latéral gauche.
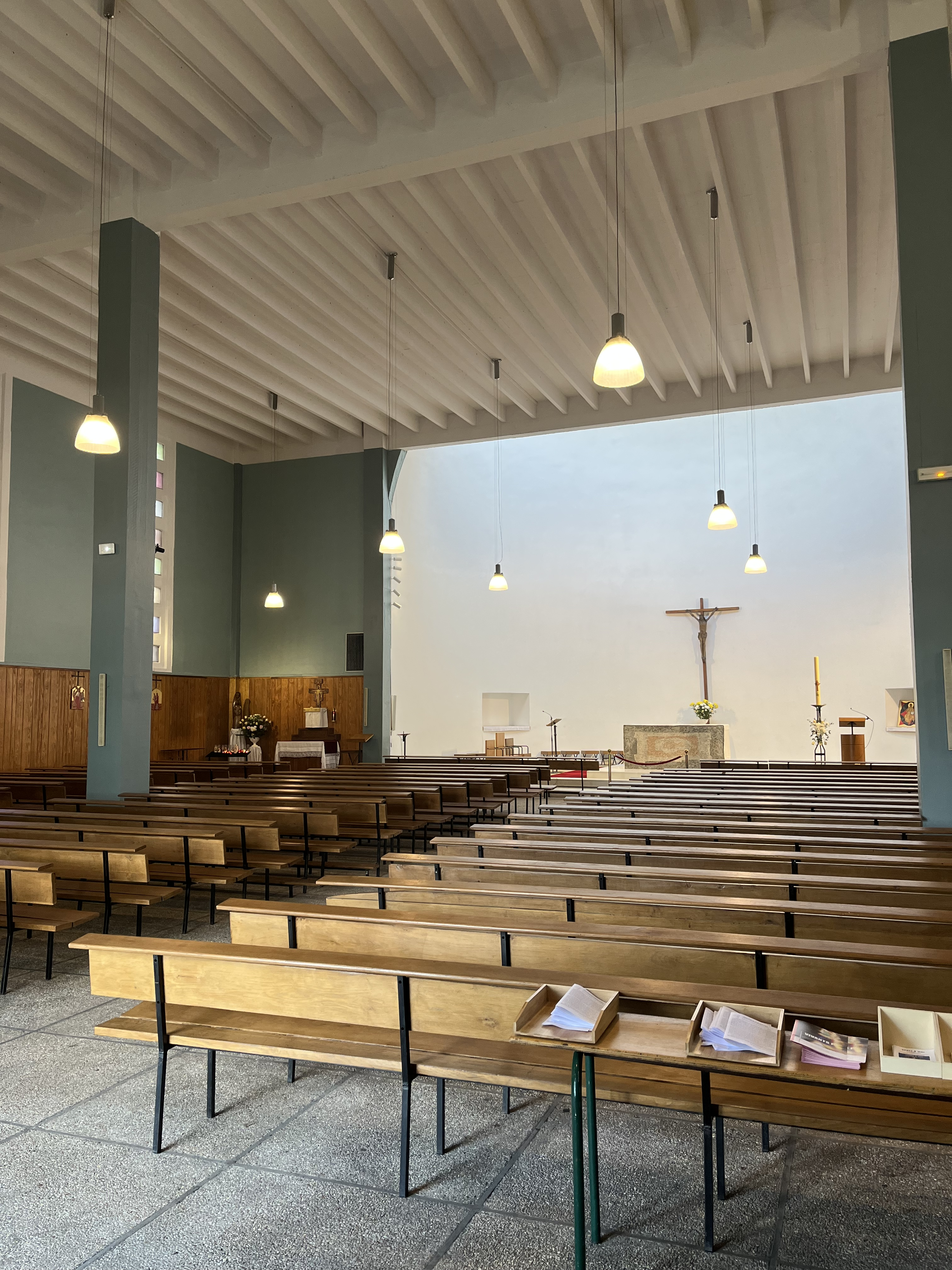
Intérieur latéral droit.

## Les curés
- Jacques Huerré : 1963-1971
- Étienne Caspar : 1971 - 1979
- Bernard Bommelaer : 1979 - 1985
- Joseph Mérel : 1985 - 1989
- Alain Steiger : 1989-1995
- Raymond Bertrand : 1995-1996
- Didier Doreau : 1996-2004
- Philippe Caill : 2004-2011
- Gilles de Raucourt : 2011 -2020

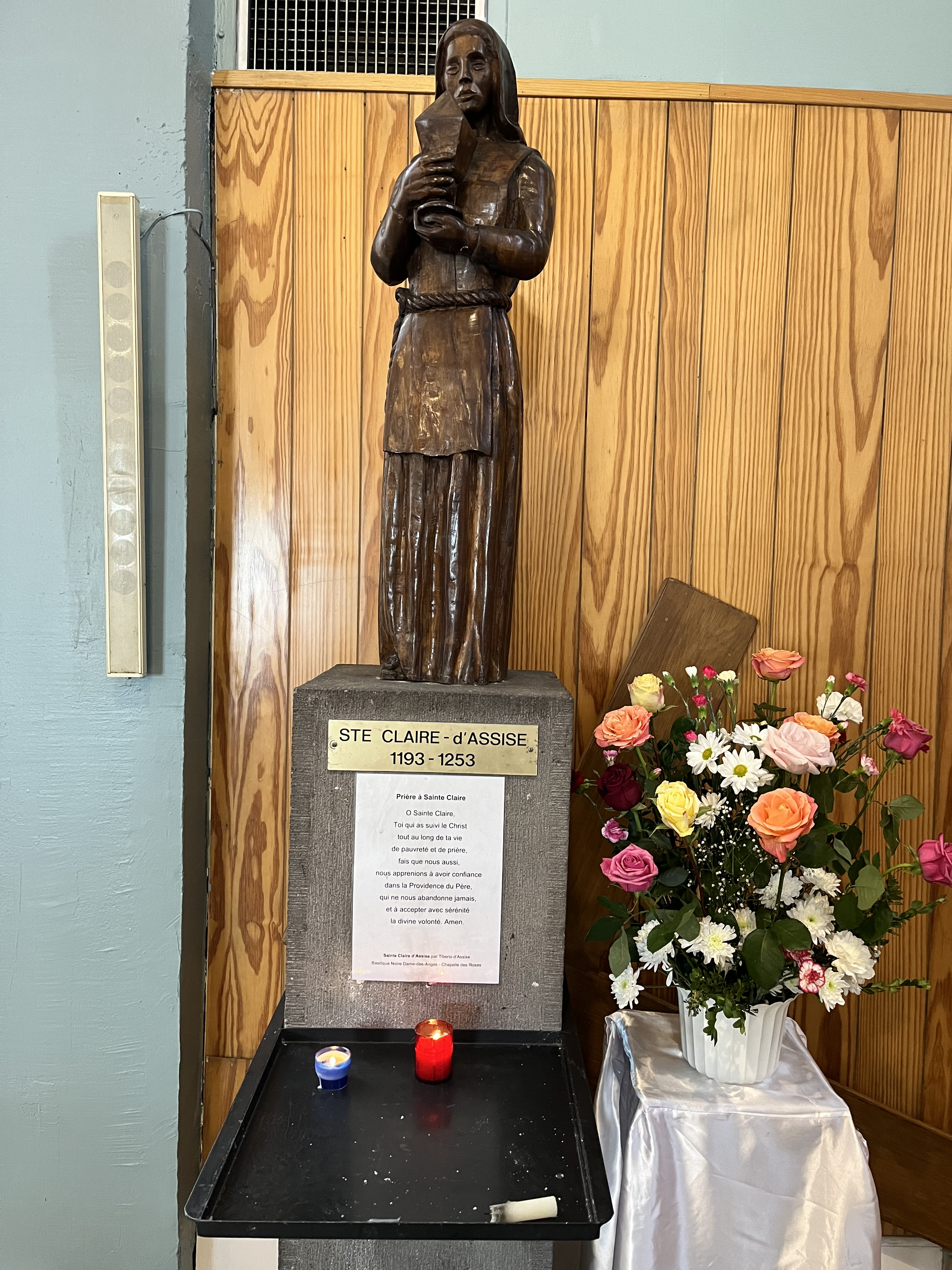
Statue de sainte Claire.

- Mathias Sütterlin : depuis 2020 - actuel curé